# کیت آسابوکی
کیت آسابوکی (انگلیسی: Kate Asabuki؛ زاده ۳ ژوئیهٔ ۱۹۶۲<) یک بازیگر پورنوگرافی اهل ژاپن است.